# Heidi Rohi
Heidi Rohi (Haapsalu, 23 de mayo de 1966) es una deportista estonia que compitió en esgrima, especialista en la modalidad de espada.
Ganó dos medallas en el Campeonato Mundial de Esgrima, plata en 2002 y bronce en 1995, y dos medallas en el Campeonato Europeo de Esgrima, plata en 2003 y bronce en 2001.
Participó en los Juegos Olímpicos de Atlanta 1996, ocupando el quinto lugar en la prueba por equipos y el 22.º en la individual.

## Palmarés internacional
| Campeonato Mundial | Campeonato Mundial     | Campeonato Mundial | Campeonato Mundial |
| Año                | Lugar                  | Medalla            | Prueba             |
| ------------------ | ---------------------- | ------------------ | ------------------ |
| 1995               | La Haya (Países Bajos) | Medalla de bronce  | Espada por equipos |
| 2002               | Lisboa (Portugal)      | Medalla de plata   | Espada por equipos |
| Campeonato Europeo |                        |                    |                    |
| Año                | Lugar                  | Medalla            | Prueba             |
| 2001               | Coblenza (Alemania)    | Medalla de bronce  | Espada individual  |
| 2003               | Bourges (Francia)      | Medalla de plata   | Espada por equipos |